# NGC 7491
NGC 7491 este o astronomical radio source⁠(d) situată în constelația Vărsătorul. A fost descoperită în 21 august 1881 de către Édouard Stephan⁠(d). Se află la o distanță de 90,78 de megaparseci de Pământ.